# Jonathan G. Hunton

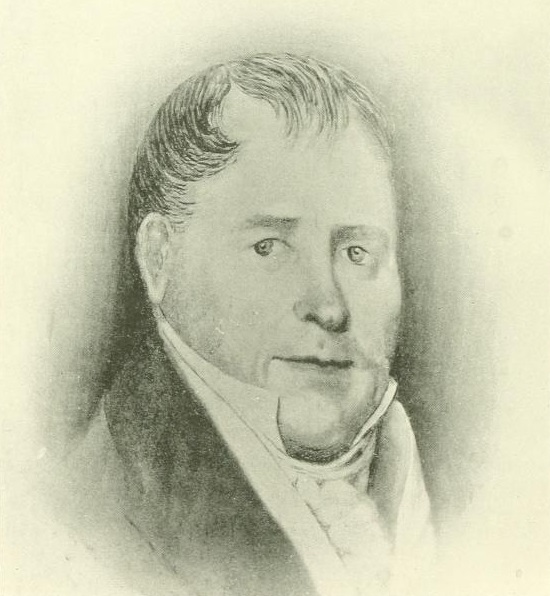
Jonathan G. Hunton

Jonathan Glidden Hunton (* 14. März 1781 in Unity, Sullivan County, New Hampshire; † 12. Oktober 1851 in Fairfield, Maine) war ein US-amerikanischer Politiker und von 1830 bis 1831 Gouverneur von Maine.

## Frühe Jahre
Jonathan Hunton wuchs in New Hampshire auf, wo er auch die örtlichen Schulen besuchte. Nach einem Jurastudium bei seinem Onkel Samuel P. Glidden begann er in Readfield im heutigen Bundesstaat Maine zu praktizieren.

## Politische Laufbahn
Huntons politische Laufbahn begann im Jahr 1829, als er in den Beraterstab des Gouverneurs von Maine berufen wurde. Noch im selben Jahr wurde der bis dahin kaum bekannte Hunton zum neuen Gouverneur von Maine gewählt. Er trat seine einjährige Amtszeit am 9. Februar 1830 an. Das wichtigste Ereignis in dieser Zeit war die Grundsteinlegung für das landesweit erste Krankenhaus für geistig Behinderte. Damals dauerte die Legislaturperiode eines Gouverneurs von Maine nur ein Jahr. Nach einem erfolglosen Versuch der Wiederwahl im Jahr 1830 musste Hunton am 5. Februar 1831 aus seinem Amt ausscheiden. Zwischen 1832 und 1834 war er Mitglied im Senat von Maine. Danach zog er sich aus der Politik zurück.

## Lebensabend und Tod
Nach dem Ende seiner politischen Laufbahn wurde Hunton wieder als Anwalt tätig. Er starb überraschend am 12. Oktober 1851 in Fairfield und wurde in seiner Heimatgemeinde Readfield beigesetzt. Jonathan Hunton war zweimal verheiratet und hatte insgesamt zwei Kinder. Seine zweite Frau Mary Glidden war die Witwe seines Onkels, bei der Jonathan einst Jura studiert hatte.